# Rezolucje Rady Bezpieczeństwa Organizacji Narodów Zjednoczonych

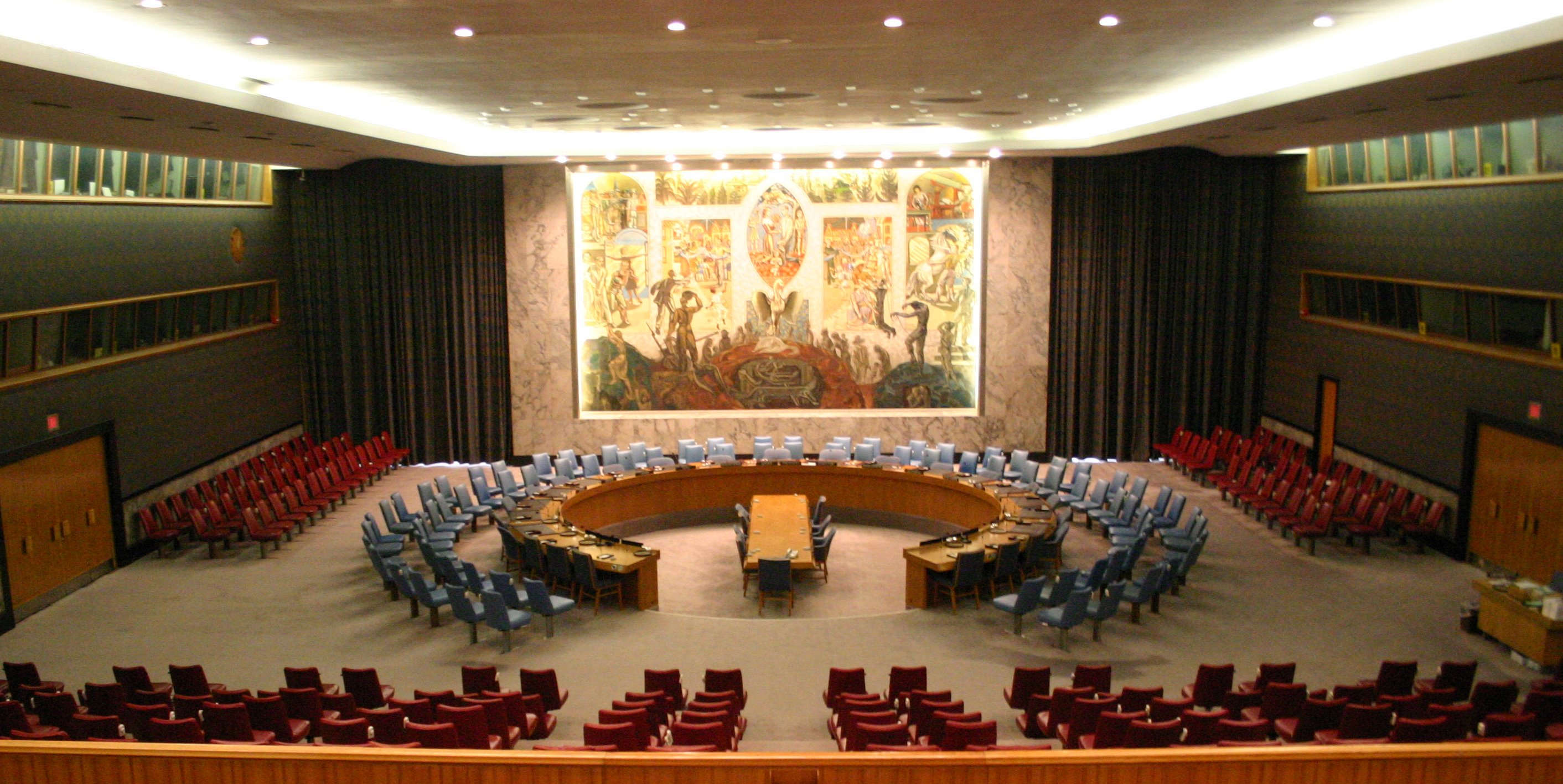
Sala posiedzeń Rady Bezpieczeństwa ONZ

Rezolucje Rady Bezpieczeństwa ONZ – uchwały jednego z sześciu głównych organów Organizacji Narodów Zjednoczonych.  Szczególne znaczenie mają rezolucje Rady Bezpieczeństwa dotyczące utrzymania międzynarodowego pokoju i bezpieczeństwa, a zwłaszcza decyzje o zastosowaniu sankcji niewymagających użycia siły zbrojnej (art. 41. Karty) oraz decyzje o sankcjach zbrojnych (art. 42 Karty). Jako jedyne spośród rezolucji uchwalanych przez organy ONZ, mają moc prawnie wiążącą dla państw – na mocy art. 25 Karty Narodów Zjednoczonych. Ich legalność nie może być kwestionowana, nie podlegają także kontroli sądowej ze strony Międzynarodowego Trybunału Sprawiedliwości.
Dwie wojny w XX wieku znalazły w rezolucjach Rady Bezpieczeństwa swe podstawy prawne: wojna koreańska w latach 1950–1953 (Rezolucja nr 85) oraz I wojna w Zatoce Perskiej w roku 1991 (Rezolucja nr 678). Ta ostatnia rezolucja była powoływana także jako podstawa interwencji w Iraku w 2003 roku, jednak legalność tej interwencji i doszukiwanie się podstawy prawnej dla niej w rezolucji nr 678 było kwestionowane przez wiele państw.